# VC Hohenlimburg
Der VC Hohenlimburg war ein deutscher Volleyballverein mit Sitz im Stadtteil Hohenlimburg der nordrhein-westfälischen Stadt Hagen.

## Geschichte
Der Verein wurde 1984 gegründet. Die Zweitliga-Männermannschaft des TV Hörde wechselte zur Saison 1989/90 zum VC Hohenlimburg. Nach der Saison 1990/91 stieg dieses Team aber in die Regionalliga ab. Um die 2000er Jahre herum gab es noch zwei Frauen-Mannschaften sowie weitere Mixed-Teams im Spielbetrieb. Später wurde der Fokus nur noch auf Jugendarbeit gelegt und 2012 auch noch ein Turnier ausgerichtet. Ein paar Jahre später stellte der Verein seine Aktivitäten scheinbar ein.